# محافظة بني سويف
محافظة بني سويف هي إحدى محافظات إقليم «شمال الصعيد»، وإحدى محافظات شمال مصر الوسطى جغرافياً، وتقع إلى جنوب إقليم القاهرة الكبرى في وادي النيل. عاصمتها مدينة بني سويف، وقد سميت المحافظة باسم عاصمتها، وذلك بقرار من محمد علي باشا سنة 1821 ميلادية. وهي ذات أهمية أثرية وزراعية.

## الاسم والتسمية
بني سويف أو (منفسويه؛ باللغة القبطية: بوفيسا أو بوفيسي ⲡⲟⲩⲫⲓⲥⲁ). الاسم الصحيح لمدينة بني سويف هو منفسويه. يشير محمد رمزي (1871 - 1945 ميلادية) في كتابه «القاموس الجغرافي للبلاد المصرية من عهد قدماء المصريين إلى سنة 1945» (القسم الثاني، الجزء الثالث، صفحة 155-157) بإسهاب إلى أن منفسويه كان هو اسم المدينة (القرية في وقتها) طوال عصر المماليك، وأن المساحين الأتراك العثمانيين، خلال الحكم العثماني لمصر الذي تلى عصر المماليك، أخطئوا في الاسم استسهالاً وحرفوه من منفسويه إلى بني سويف، دون مراعاة للأصل، ويشير محمد رمزي أيضاً إلى أن اسم منفسويه هو الاسم الذي وردت به المدينة في «قوانين الدواوين» لابن مماتي (المذكور بالأسفل) وفي تحفة الإرشاد وفي التحفة لابن الجيعان (المذكور بالأسفل) وذكرها السخاوي في الضوء اللامع، وغيرهم. ويشير محمد رمزي أيضاً أنه عندما وردت منفسويه في دفتر المقاطعات (الالتزامات)، في دليل سنة 1809 ميلادية قال: «منفسويه وهي بني سويف بولاية البهنساوية».
اسم منفسويه مسجل في كتاب «التحفة السنية بأسماء البلاد المصرية» (صفحة 172)، لكاتبه ابن الجيعان (1412 - 1480 ميلادية)، فالمدينة مسجلة باسم منفسويه في الأعمال البهنساوية في ذلك الكتاب (صفحة 159-173)، الذي كتب في عصر المماليك. كانت منفسويه قرية من قرى ولاية البهنساوية، تلك الولاية التي امتدت في عصر المماليك من شمال ما يسمى الآن «بني سويف» إلى سمالوط في محافظة المنيا، وكانت عاصمة الولاية هي مدينة البهنسا والتي تقع قرب بني مزار في محافظة المنيا الآن، وقد تم تقسيم الولاية إلي ولايتين: بحري البهنساوية وقبلي البهنساوية، بأمر من محمد علي باشا. أما في «قوانين الدواوين» لابن مماتي فهي، أي منفسويه، مسجلة في الباب الثالث تحت حرف الميم في أعمال البهنساوية (صفحة 191).
فيما يخص اسم منفسويه نفسه، فاسم منفسويه هو النطق باللغة العربية لاسم المدينة في اللغة القبطية وهو بوفيسا أو بوفيسي (ⲡⲟⲩⲫⲓⲥⲁ)، وتطرق محمد رمزي لذلك أيضاً في كتابه المذكور بالأعلى وتتبعه من مصادر مختلفة. ويقول محمد رمزي أن اسمها على لسان العامة كان أيضاً بنمسويه، كما ذكر السخاوي في الضوء اللامع. يأتي هذا الاسم، أي بنمسويه، بقلب الحروف من المركب القبطي ما-نـ-بـ (ⲙⲁ-ⲛ-ⲡ)، حيث أن ما (ⲙⲁ) تعني موقع\مكان، ونـ- (ⲛ) هي حرف نسبة\إضافة، وبـ- (ⲡ) هي أداة التعريف. فالنطق باللغة العربية يختلف بنفس القدر والشكل اللغوي في نطق الأسماء القبطية للمحافظات والمدن والمراكز والقرى المصرية كلها. جديراً بالذكر، كما ذكر محمد رمزي أيضاً في كتابه، أنه، بناءً على ما تم إيضاحه، لا علاقة للاسم الحالي للمدينة أو المحافظة بأي مهاجرين لها على الإطلاق، أي أنه لا يشير الاسم الحالي لوجود أي مهاجرين لها على الإطلاق، فالاسم الحالي هو ليس أكثر من خطأ وتحريف متتالي لاسم مصري قديم عرفت به المدينة.

## الموقع

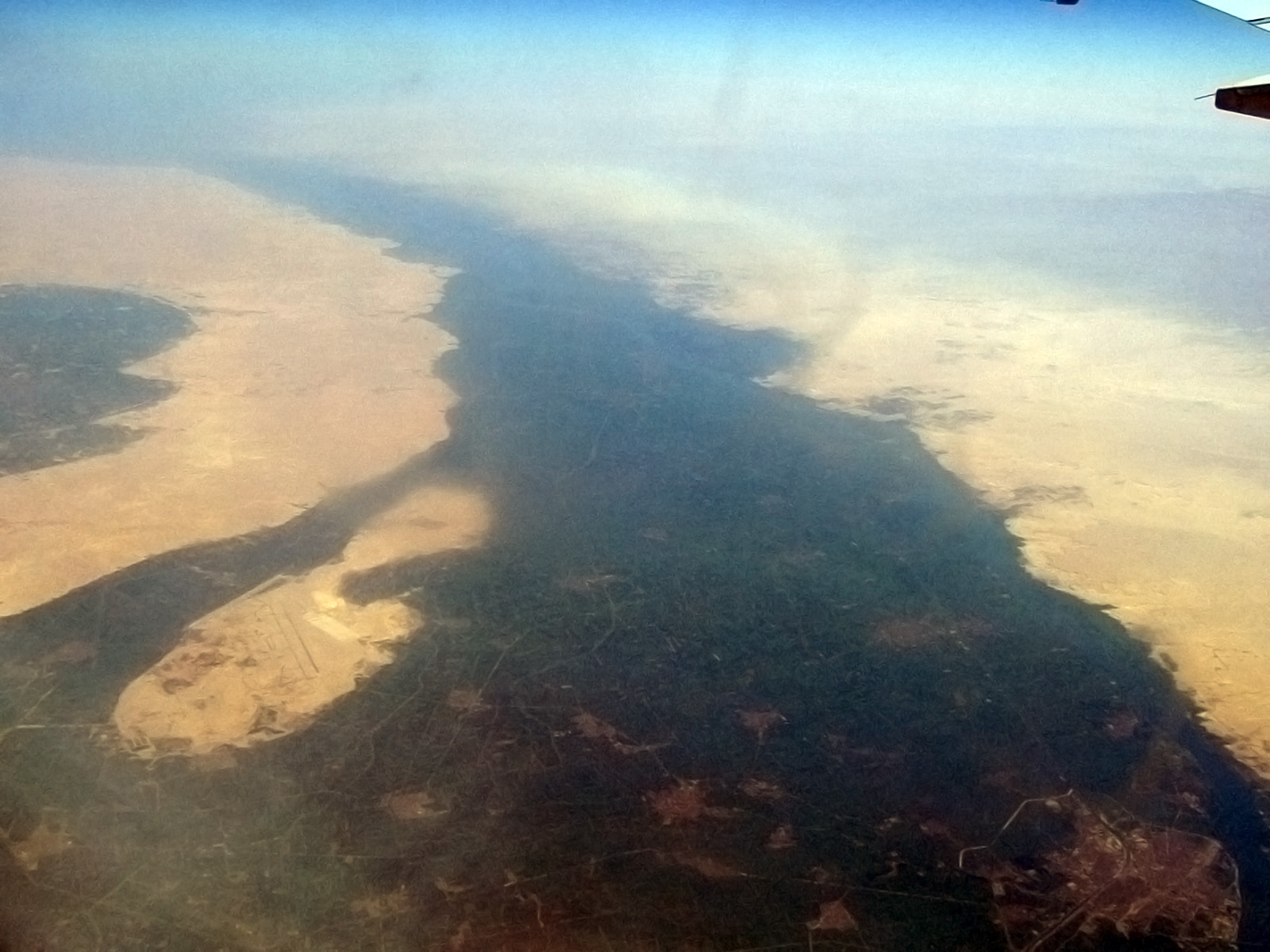
منظر من الفضاء لوادي النيل يُظهر محافظة بني سويف

تبلغ مساحة المحافظة الكلية 10954 كم2 وتتوسط محافظة بني سويف ست محافظات حيث يحدها شمالاً محافظة الجيزة وبالتحديد حلوان ومن الشمال الشرقي محافظة السويس وشرقاً محافظة البحر الأحمر وغرباً محافظة الفيوم وجنوباً محافظة المنيا، تنتمي محافظة بني سويف إلى إقليم شمال الصعيد (الفيوم. بني سويف. المنيا) هذا الإقليم الذي يربط شمال مصر بجنوبها وشرقها بغربها، ومن هذه الانتماءات المحورية
تكونت شخصيتها الجغرافية والسكانية والحضارية والاقتصادية أن هذا الوقع البؤري شكل لها عامل قرب جغرافي لكثير من محافظات مصر مما يحقق لها إمكانية وصول عالية على مستوى محافظات الجمهورية وساعد على ذلك شبكة النقل والمواصلات الموجودة بالمحافظة وهذا العامل مهم في العمليات الاقتصادية يعتبر الجوار الجغرافي الذي تتمتع به المحافظة بجانب العديد من المحافظات الحيوية مثل محافظة القاهرة العاصمة ومحافظة الجيزة وكلاهما يشكل ثقل تجاري واقتصادي وسكاني ضخم ومحافظات البحر الأحمر والسويس والفيوم والإسماعيلية السياحية كل هذا يساعد على تسويق المنتجات الصناعية الموجودة بالمحافظة.

## تاريخ

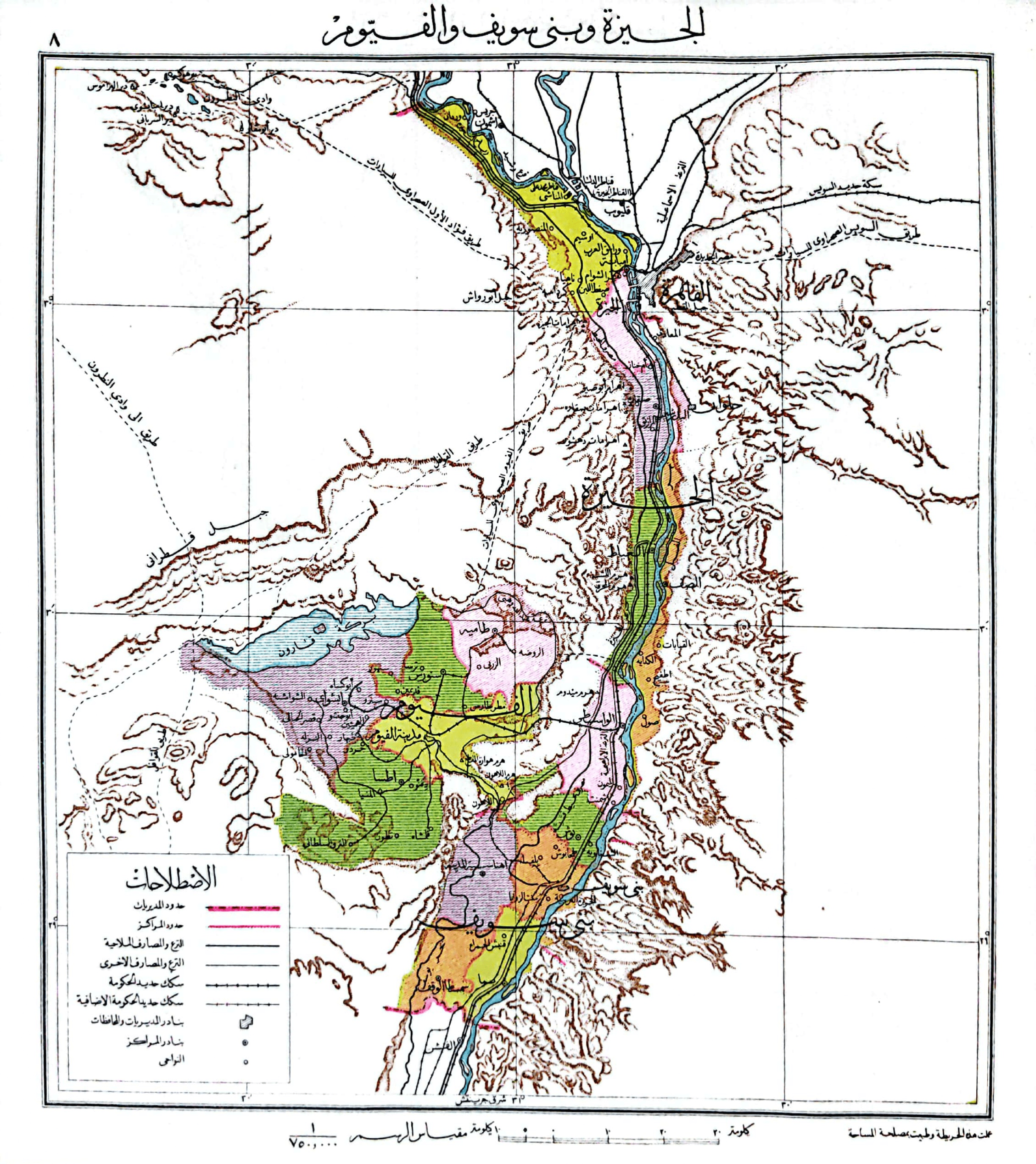
خريطة مديريات الجيزة وبني سويف والفيوم ومراكزها سنة 1951

عندما كانت مصر مقسمة إلى 42 إقليما، كانت محافظة بني سويف تشغل أجزاء من الإقليمين العشرين والرابع والعشرين من أقاليم مصر العليا وكانت معظم أراضي المحافظة الحالية تقع في العصر البطلمي ضمن حدود أهناسيا.

## اليوم القومي
تحتفل بني سويف يوم 15 مارس بذكرى ما قام به أهالي المحافظة بقطع خطوط السكك الحديدية لقطارات الإنجليز ما تسبب في انقلاب قطارات وموت جنود إنجليز وحدث ذلك أثناء ثورة 1919 التي قام بها المصريون بقيادة سعد زغلول.

## الآثار

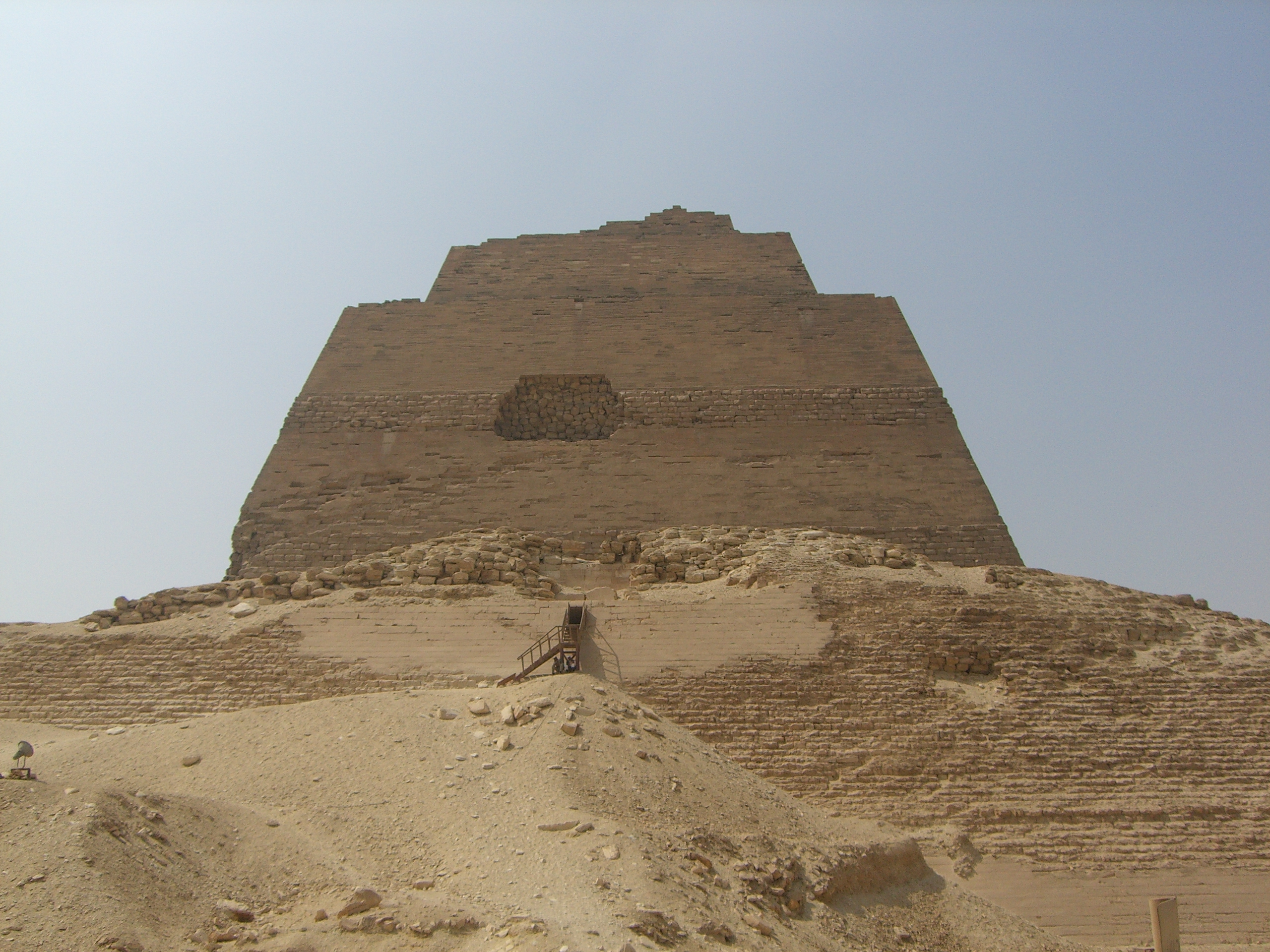
هرم ميدوم

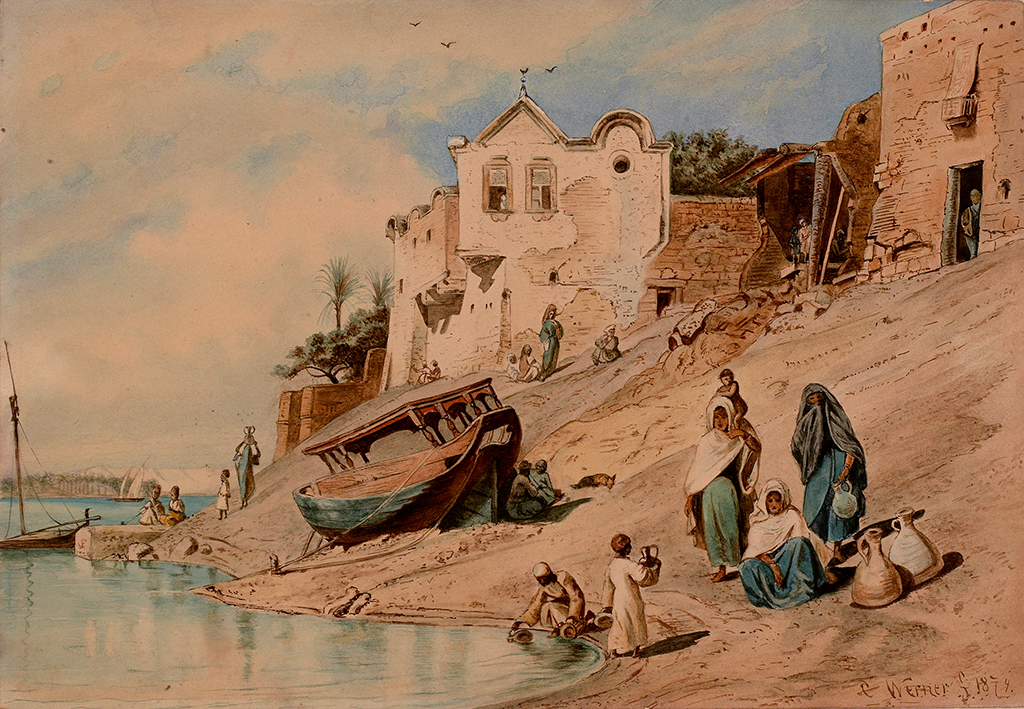
لوحة ب لبني سويف للرسام كارل فيرنر سنة 1874م

تعتبر محافظة بني سويف متحفاً تاريخياً لكل العصور تشمل العديد من كنوز مصر حيث يوجد بها هرم ميدوم ثاني أقدم هرم مدرج في العالم والذي بناه «الملك حوني» آخر ملوك الأسرة الثالثة وأتم بناءه إبنه الملك سنفرو أول ملوك الأسرة الرابعة وهو والد الملك خوفو باني الهرم الأكبر بالجيزة - كما تتنوع الآثار الفرعونية في المراكز والقرى (أبو صير أهناسيا _ جبانة سدمنت الجبل _ دشاشة _ الحيبة _ المضل) وتتوزع في أرجاء المحافظة الآثار القبطية من كنائس وأديرة ومنها دير الأنبابولا ودير القديس أنطونيوس في مركز ناصر وكنيسة السيدة العذراء بقرية بياض العرب شرق النيل ودير مارى جرجس بسدمنت الجبل ولقد عثر في المضل وهي قرية صغيرة في حضن الجبل الشرقي على الضفة الشرقية لنهر النيل تجاه مدينة بني سويف على مقبرة صغيرة بها مومياء لطفلة صغيرة وجد تحت رأسها مخطوط كامل بالخط القبطي على جلد غزال واتضح من ترجمته أنه مزامير النبي داود وهو محفوظ بالمتحف القبطي حالياً؛ وتتوزع الآثار الإسلامية في المحافظة حيث توجد مقبرة الأمير أحمد شديد بقرية سدس الأمراء ومقبرة مروان بن محمد في قرية أبو صير الملق ومسجد السيدة حورية في مدينة بني سويف على بعد 18 كم وكهف سنوروهو كهف ضخم في قلب الجبل بعمق حوالي 17 متر تتوزع الصواعد والهوابط من الآلباستر النقي في شكل خلاب وفي أرضية الكهف في الركن الشرقي منه يوجد مجرى مائي ينخفض عن مستوى أرضية الكهف يعتقد أنه وسيلة تصريف المياه المتجمعة في الكهف
لقد شهدت أرض محافظة بني سويف طوال التاريخ المصري القديم أحداثا هامة ففي ميدوم التابعة لمركز الواسطى خطت المقبرة الملكية خطوة هامة نحو الوصول إلى الشكل الهرمي الكامل وذلك في الهرم الناقص للملك حوني آخر ملوك الأسرة الثالثة والعاشرة وكان لها دورا بارزا في العقائد المصرية القديمة وتزخر المحافظة بالعديد من المواقع الأثرية الهامة التي ترجع لعصور ما قبل التاريخ وعلى امتداد التاريخ المصري القديم وكذلك في العصر اليوناني الروماني.
و من أهم مواقع الأثار:
- أبو صير الملق
- الحيبة
- دشاشة
- إهناسيا
- سدمنت الجبل
- ميدوم

## التقسيمات الإدارية
تتكون المحافظة من 8 مراكز إدارية، 8 مدن، 39 وحدة قروية، 222 قرية تابعة. ومراكز المحافظة هي:
- الواسطى
- بني سويف
- ناصر (بوش)
- إهناسيا
- ببا
- سمسطا
- الفشن
- بني سويف الجديدة

## الاقتصاد

### الزراعة
يبلغ إجمالي الزمام المنزرع (265 ألف فدان) وتتفوق المحافظة في إنتاجية القمح والقطن وكما تتميز بإنتاج الثوم والبصل والشمام ودوار الشمس والذرة والنباتات الطبية والعطرية.
| اسم المحصول               | المساحة المزروعة (ألف فدان) | الإنتاج           | الإنتاجية بالمحافظة |
| ------------------------- | --------------------------- | ----------------- | ------------------- |
| القمح                     | 122.114                     | 2101.674 ألف إردب | 17.21 إردب/فدان     |
| الذرة (البيضاء + الصفراء) | 114.149                     | 318.693 ألف إردب  | 2.79 إردب/فدان      |
| البرسيم                   | 64.218                      | 2070.955 ألف طن   | 32.25 طن/فدان       |
| الأرز الصيفي              | .164                        | .377 ألف طن       | 2.58 طن/فدان        |

### الصناعة
تساهم المحافظة في النشاط الصناعي من خلال صناعة الأسمنت والطوب الطفلي والنسيج كصناعات كبرى والسجاد والكليم اليدوي كصناعات صغرى. بالإضافة إلى منطقة للصناعات الخفيفة وأخرى للصناعات المتوسطة، ومجمع للصناعات الصغيرة. وتتعدد فرص ومجالات الاستثمار بالمحافظة أهمها الصناعات القائمة على الإنتاج الزراعي والحيواني، استصلاح الأراضي، والصناعات القائمة على المواد المحجرية والتعدينية، والصناعات الهندسية والأنشطة الحرفية.
أُعلن سنة 2012 عن اتفاق مع كوريا الجنوبية لإنشاء أول مصنع ضخم لشركة سامسونغ للإلكترونيات في منطقة الشرق الأوسط وشمال أفريقيا في محافظة بني سويف، ليُنفذ على مدى ثلاثة أعوام.
وفي أغسطس 2018 تم افتتاح مجمع مصانع الشركة الوطنية للأسمنت .

## السكان
يبلغ التعداد التقديري للسكان في تقديرات 2018 حوالي (3,288,219).

## التعليم
تضم جامعة تعتبر من أهم الجامعات الموجودة في مصر حاليا لما تحتويه من نخبة خبرات عالية وكما أنها تحتوي كليات الطب والطب البيطري والتجارة والحقوق والتربية العام والأساسي والصيدلة والهندسة والآداب والتربية الرياضية والعلوم وكلية التعليم الصناعي تتبع وزارة التعليم العالي وكلية الدراسات الإسلامية وتتبع جامعة الأزهر وجامعة النهضة الخاصة ومعاهد عليا ومحطة للبحوث الزراعية و (15) مركز للتدريب المهني.

## الثقافة
يصل عدد قصور الثقافة إلى قصر واحد و4 بيوت ثقافة، يوجد بالمحافظة 27 مكتبة عامة ويبلغ عدد المكتبات المشتركة في المهرجان 11 مكتبة.

## الرياضة
تأهل نادي تليفونات بني سويف لأول مرة ليلعب في الدوري المصري الممتاز لكرة القدم 2011–12.

## الأعلام
- الإمام البوصيري (صاحب قصيدة البردة)
- شهاب الدين النويري (صاحب كتاب نهاية الأرب).
- القارئ الشيخ طه الفشني.
- عبد العظيم وزير محافظ أسبق لمحافظة القاهرة.
- الشيخ علي جمعة مفتي الديار المصرية الأسبق.
- هاني هلال وزير أسبق للتعليم العالي والدولة للبحث العلمي قبل ظهور وزارة الدولة للبحث العلمي.
- نجاة العسيلي مقدمة برامج بالتليفزيون المصري.
- مفيد فوزي مقدم برامج في التليفزيون المصري.
- أحمد زكي عابدين وزير سابق لوزارة الدولة للتنمية المحلية
- عصام عبد الفتاح حكم دولي سابق لكرة القدم.
- محمد فاروق حكم دولي لكرة القدم.
- المستشار محمود البديني محافظ الإسكندرية الأسبق.
- لاعب كرة القدم السابق ربيع ياسين.
- لاعب كرة القدم السابق حسن سيد أبو العينين.
- لاعب كرة القدم السابق علي خليل.
- لاعب كرة الطائرة السابق سيد شحاتة حسين.
- محمود فهمي باشا مهندس الثورة العرابية.
- يحيى إبراهيم باشا رئيس وزراء سابق.
- يوسف منصور صديق أحد الضباط الأحرار في ثورة 23 يوليو 1952 م.
- الفنانة زوزو ماضي.
- الفنان حسن عابدين.
- كابتن محمد لطيف لاعب ومعلق شهير لمباريات كرة القدم.
- اللاعب أحمد الشيخ لاعب الأهلي المعار للمقاصة.
- صلاح أبو سيف المخرج السينمائي المصري الكبير.
- أحمد يحيى عبد الكريم وزير المالية.
- كيرلس الخامس بابا الإسكندرية.
- محمد مختار جمعة مبروك وزير الأوقاف.
- الدكتور مجاهد مصطفى علي الطلاوي. المشهور بطبيب المساكين
- الكاتب الصحفي ياسر جمعة عبد المنعم

## اقرأ أيضا
- أثار أهناسيا

## وصلات خارجية
- البوابة الالكترونية لمحافظة بني سويف